# Jassidophaga fasciata
Jassidophaga fasciata är en tvåvingeart som beskrevs av Roser 1840. Jassidophaga fasciata ingår i släktet Jassidophaga och familjen ögonflugor.
Artens utbredningsområde är Tyskland. Inga underarter finns listade i Catalogue of Life.